# Automeris amoena
Automeris amoena é uma espécie de mariposa do gênero Automeris, da família Saturniidae.
Sua ocorrência foi registrada em nove países: Argentina, Brasil, Bolívia, Colômbia, Equador, Guatemala, Paraguai, Peru e Venezuela.

## Subespécies
Possui duas subespécies:
- A. amoena amoena (Boisduval, 1875)
- A. amoena rotunda (Lemaire, ?)